# Liste des sénateurs du Nouveau-Brunswick
Ceci est une liste des membres du Sénat du Canada, actuels et anciens, représentant une des divisions sénatoriales du Nouveau-Brunswick.

## Sénateurs actuels
|  | Nom                 | Parti                             | Division            | Date de nomination | Nommé(e) par   | Date de retraite |
|  | ------------------- | --------------------------------- | ------------------- | ------------------ | -------------- | ---------------- |
|  | Rose-May Poirier    | Conservateur                      | Saint-Louis-de-Kent | 2010-02-28         | Stephen Harper | 2029-03-02       |
|  | Pierrette Ringuette | Groupe des sénateurs indépendants | Nouveau-Brunswick   | 2002-12-12         | Jean Chrétien  | 2030-12-31       |
|  | David Richards      | Non affilié                       | Nouveau-Brunswick   | 2017-08-30         | Justin Trudeau | 2025-10-17       |
|  | René Cormier        | Groupe des sénateurs indépendants | Nouveau-Brunswick   | 2016-11-10         | Justin Trudeau | 2031-04-27       |
|  | Jim Quinn           | Groupe des sénateurs canadiens    | Nouveau-Brunswick   | 2021-06-22         | Justin Trudeau | 2032-06-25       |
|  | Joan Kingston (en)  | Groupe des sénateurs indépendants | Nouveau-Brunswick   | 2023-10-31         | Justin Trudeau | 2030-01-08       |
|  | John M. McNair      | Groupe des sénateurs indépendants | Nouveau-Brunswick   | 2023-10-31         | Justin Trudeau | 2032-06-03       |
|  | Krista Ann Ross     | Groupe des sénateurs canadiens    | Nouveau-Brunswick   | 2023-10-31         | Justin Trudeau | 2042-09-30       |
|  | Victor Boudreau     | Groupe des sénateurs indépendants | Nouveau-Brunswick   | 2024-06-28         | Justin Trudeau | 2045-05-03       |
|  | Dawn Arnold         | Groupe des sénateurs indépendants | Nouveau-Brunswick   | 2025-03-07         | Justin Trudeau | 2041-04-23       |

## Anciens sénateurs
|  | Nom                      | Parti                             | Division                 | Date de nomination | Nommé(e) par                | Date de retraite |
|  | ------------------------ | --------------------------------- | ------------------------ | ------------------ | --------------------------- | ---------------- |
|  | John Boyd                | Libéral-conservateur              | Saint-Jean               | 1880-02-11         | John A. Macdonald           | 1893-09-21       |
|  | Amos Edwin Botsford      | Conservateur                      | Nouveau-Brunswick        | 1867-10-23         | Proclamation royale         | 1894-03-22       |
|  | Kennedy Francis Burns    | Libéral                           | Nouveau-Brunswick        | 1893-03-21         | John Sparrow David Thompson | 1895-06-23       |
|  | Michael Adams            | Conservateur                      | Northumberland           | 1896-01-07         | Mackenzie Bowell            | 1899-01-01       |
|  | Charles Burpee           | Libéral                           | Nouveau-Brunswick        | 1900-02-01         | Wilfrid Laurier             | 1900-07-19       |
|  | George Thomas Baird      | Conservateur                      | Victoria                 | 1895-06-19         | Mackenzie Bowell            | 1917-04-21       |
|  | Frank Bunting Black      | Conservateur                      | Westmorland              | 1921-11-25         | Arthur Meighen              | 1945-02-28       |
|  | Arthur Bliss Copp        | Libéral                           | Westmorland              | 1925-09-25         | William Lyon Mackenzie King | 1949-12-05       |
|  | Thomas Jean Bourque      | Conservateur                      | Richibouctou             | 1917-01-20         | Robert Borden               | 1952-02-16       |
|  | Alfred Johnson Brooks    | Progressiste-conservateur         | Royal                    | 1960-09-12         | John Diefenbaker            | 1967-11-07       |
|  | George Percival Burchill | Libéral                           | Northumberland-Miramichi | 1945-04-19         | William Lyon Mackenzie King | 1977-08-19       |
|  | Margaret Jean Anderson   | Libéral                           | Northumberland-Miramichi | 1978-03-23         | Pierre Trudeau              | 1990-08-07       |
|  | Erminie Cohen            | Progressiste-conservateur         | Saint-Jean               | 1993-06-04         | Brian Mulroney              | 2001-07-23       |
|  | Eymard Corbin            | Libéral                           | Grand-Sault              | 1984-07-09         | John Turner                 | 2009-08-02       |
|  | John G. Bryden           | Libéral                           | Nouveau-Brunswick        | 1994-11-23         | Jean Chrétien               | 2009-10-31       |
|  | Noël Kinsella            | Conservateur                      | Fredericton-York-Sunbury | 1990-09-12         | Brian Mulroney              | 2014-11-28       |
|  | Fernand Robichaud        | Libéral                           | Nouveau-Brunswick        | 1997-09-22         | Jean Chrétien               | 2014-12-02       |
|  | John D. Wallace          | Conservateur                      | Nouveau-Brunswick        | 2009-01-02         | Harper                      | 2017-02-01       |
|  | Paul McIntyre            | Conservateur                      | Nouveau-Brunswick        | 2012-09-06         | Stephen Harper              | 2019-11-02       |
|  | Joseph A. Day            | Groupe progressiste du Sénat      | Saint John-Kennebecasis  | 2001-10-04         | Jean Chrétien               | 2020-01-24       |
|  | Carolyn Stewart Olsen    | Conservateur                      | Nouveau-Brunswick        | 2009-08-27         | Stephen Harper              | 2021-07-27       |
|  | Sandra Lovelace Nicholas | Groupe progressiste du Sénat      | Nouveau-Brunswick        | 2005-09-21         | Paul Martin                 | 2023-01-31       |
|  | Percy Mockler            | Conservateur                      | Nouveau-Brunswick        | 2009-01-02         | Stephen Harper              | 2024-04-14       |
|  | Nancy Hartling (en)      | Groupe des sénateurs indépendants | Nouveau-Brunswick        | 2016-11-10         | Justin Trudeau              | 2025-02-01       |

## Sources
- Liste des sénateurs représentant le Nouveau-Brunswick - Site du Parlement du Canada